# Echinoaesalus
Echinoaesalus es un género de coleóptero de la familia Lucanidae.

## Especies
Las especies de este género son:
- Echinoaesalus barriesi
- Echinoaesalus dharma
- Echinoaesalus hidakai
- Echinoaesalus jaechi
- Echinoaesalus matsuii
- Echinoaesalus sabahensis
- Echinoaesalus schuhi
- Echinoaesalus timidus
- Echinoaesalus yongi